# Josep Maria Jujol

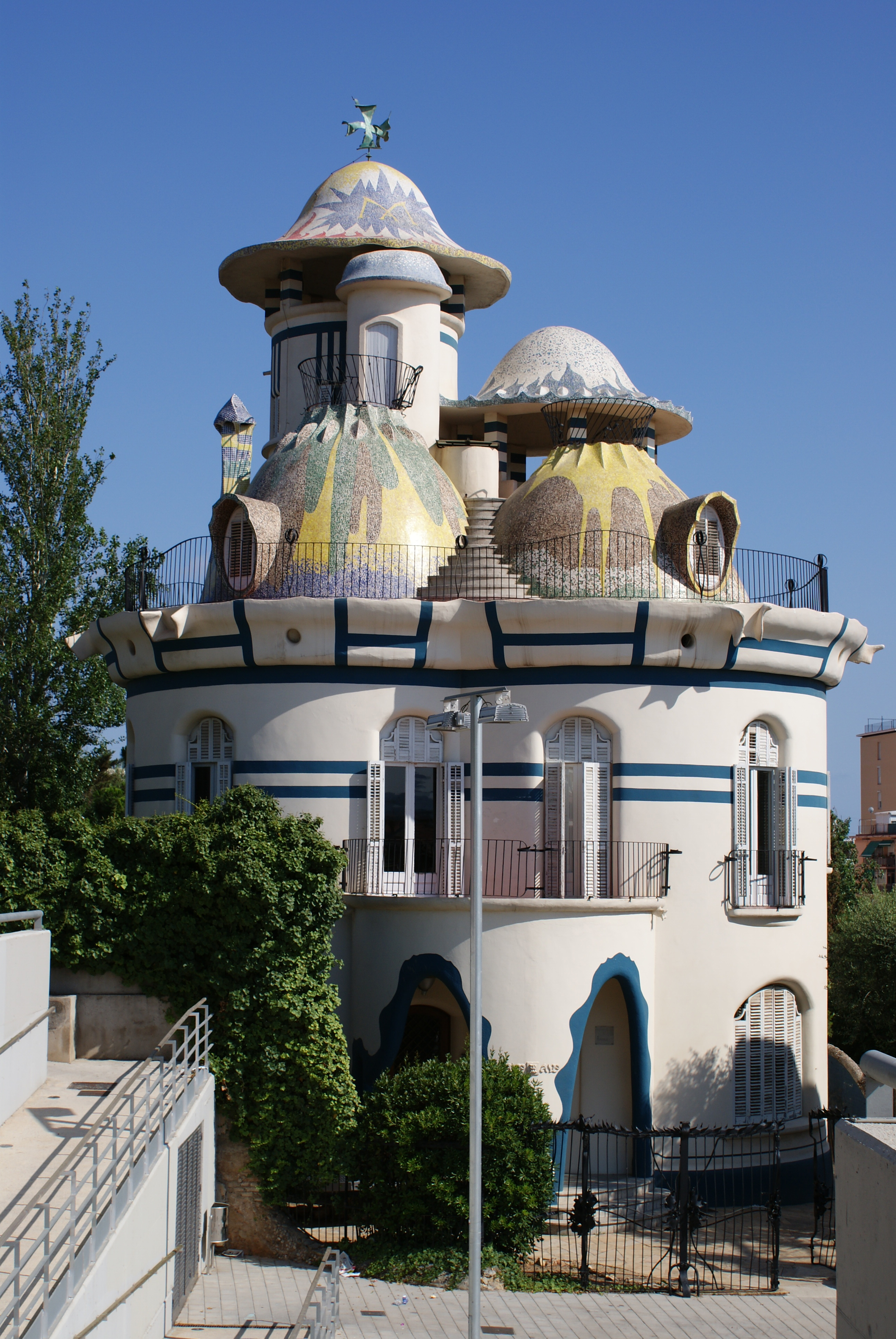
Der Torre de la Creu, auch „Casa dels Ous“ (‚Eierhaus‘) genannt, in Sant Joan Despí.

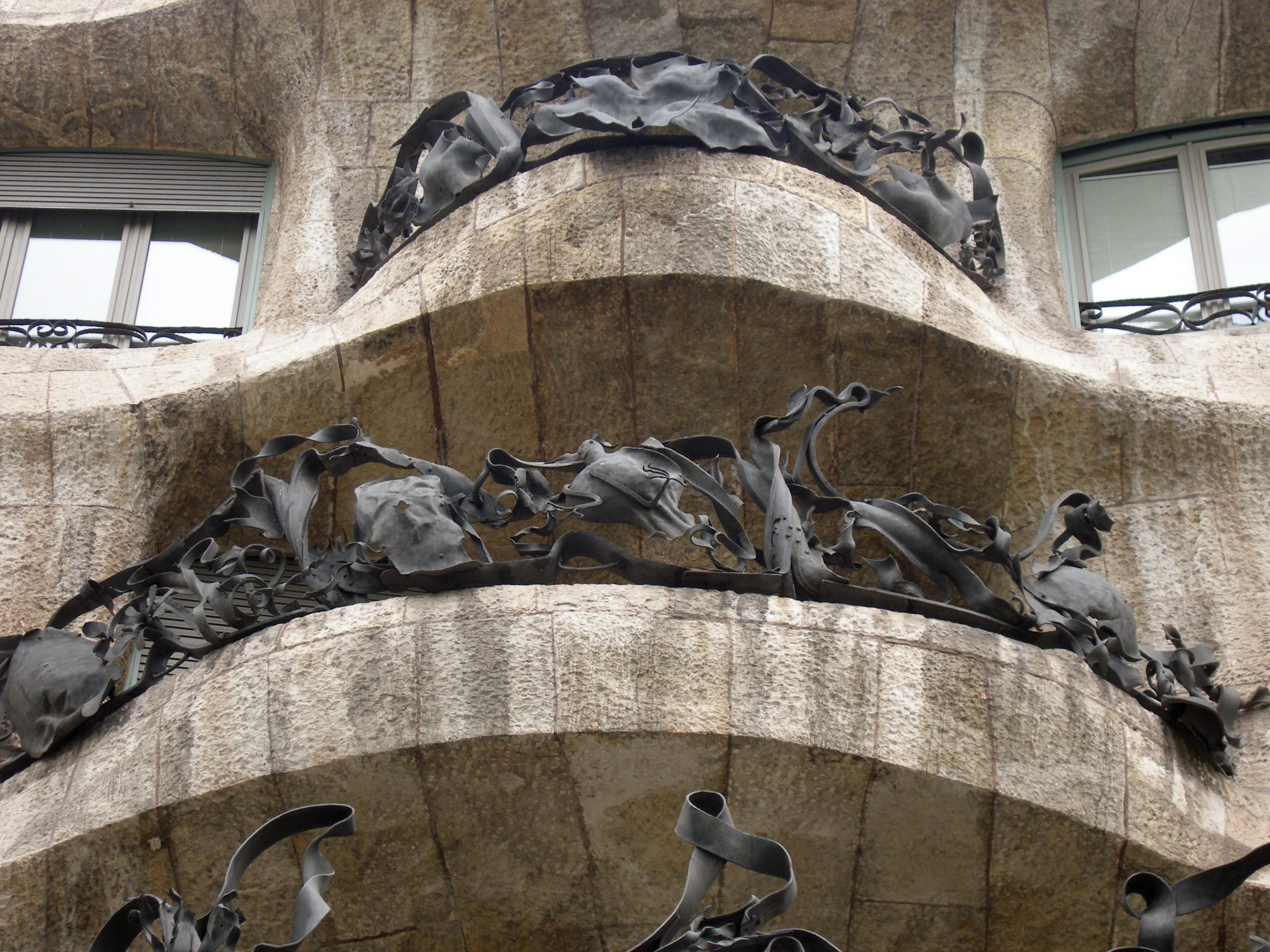
Die schmiedeeisernen Gitter der Casa Milà.

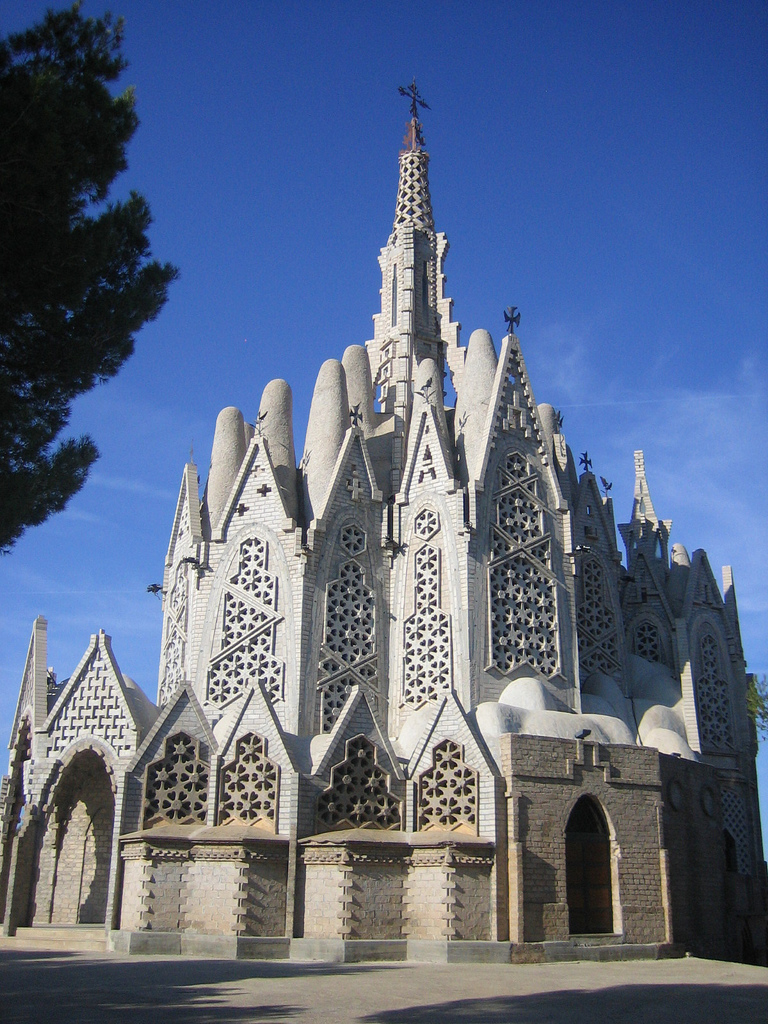
Die 1926 begonnene und erst 1999 vollendete Kirche in Montferri.

Josep Maria Jujol i Gibert (* 16. September 1879 in Tarragona; † 1. Mai 1949 in Barcelona) war ein katalanischer Architekt und Vertreter des Modernisme (des katalanischen Jugendstil). Viele seiner Werke entstanden in Zusammenarbeit mit Antoni Gaudí.

## Leben
Jujol verbrachte seine frühe Kindheit in Tarragona, wo sein Vater Schulleiter war. 1883 ging er mit seiner Familie nach Gràcia, das später ein Ortsteil von Barcelona wurde. Ab 1896 studierte er an der Architektenschule Escola Tècnica Superior d’Arquitectura in Barcelona, deren Direktor Lluís Domènech i Montaner war. 1906 schloss er seine Studien als Architekt mit einem Projekt über Thermalbäder ab.
Bereits seit 1904 arbeitete er mit Gaudí zusammen, unter anderem beim Bau des Park Güell und der Casa Milà sowie der Casa Batlló. Die Zusammenarbeit endete erst, als Gaudí 1926 starb. Von 1909 an war er Lektor an seiner ehemaligen Universität, ab 1923 auch an der Escuela Técnica de Oficios Artísticos. Wegen seiner tiefen religiösen Überzeugungen wurde er während des Spanischen Bürgerkrieges seiner Ämter enthoben, danach jedoch wieder eingesetzt.
1927 heiratete er seine Cousine Teresa Gibert Mosella. Am 1. Mai 1949 starb er gegen 21 Uhr in Barcelona.

## Werke
Jujol war bekannt für sein fotografisches Gedächtnis und wurde daher oft mit Renovierungen betraut, besonders wenn die ursprünglichen Pläne nicht mehr vorhanden waren. Er zeichnete sich außerdem durch sein Geschick darin aus, mit ungewöhnlichen, teils als Abfall betrachteten Werkstoffen zu arbeiten, zum Beispiel mit Flaschen, Gläsern, Puppenköpfen und Bruchstücken aus der Keramikindustrie. Er war nicht nur als Architekt, sondern auch als Zeichner, Bildhauer und Designer tätig.
Auswahl der Werke
in Barcelona
- Casa Batlló (gemeinsam mit Antoni Gaudí) (1906)
- Casa Milà (la Pedrera) (gemeinsam mit Antoni Gaudí) (1908)
- Torre Sansalvador (1909–1915)
- Casa Mañach (1911)
- Park Güell (gemeinsam mit Antoni Gaudí) (1911–1913)
- Aufzug in der Casa Farreras (heute Casa Iglesias, nachträglicher Lifteinbau in einem Haus von Antoni Millàs i Figuerola) (1913)
- Tallers Mañach (Fabriksgebäude, heute eine Schule) (1916)
- Casa Planells (1923–1926)

außerhalb von Barcelona
- Patronat Obrer Theatre, Tarragona, 1908
- Torre de la Creu, Sant Joan Despí, Provinz Barcelona (1913–1916)
- Casa Ximenis, Tarragona (1914)
- Casa Bofarull, Els Pallaresos, Provinz Tarragona (1914–1931)
- Can Negre, Sant Joan Despí (1915–1926)
- Kirche von Vistabella, La Secuita, Provinz Tarragona (1918–1924)
- Torre Serra-Xaus, Sant Joan Despí (1921–1927)
- Kirche von Montserrat, Montferri, Provinz Tarragona (1926–1999)
- Torre Jujol, Sant Joan Despí (1932)